# FreeSBIE
FreeSBIE è stata la prima distribuzione Live CD di BSD. È basata sul sistema operativo FreeBSD. La versione 1.0.1 utilizzava Xfce e Fluxbox.
L'ultima versione è FreeSBIE 2.0.1, che contiene una completa riscrittura del toolkit. La prima versione di FreeSBIE 2 è stata sviluppata durante l'estate 2005, grazie al Google Summer of Code.
Risulta non più distribuita dal 2008.

## Scopi
Gli sviluppatori di FreeSBIE hanno come obiettivo di:
- sviluppare un insieme di programmi che possano essere utilizzati per comporre una versione personalizzata del sistema operativo
- rendere disponibili varie immagini ISO per i differenti utilizzi.